# 그레고르 웨닝

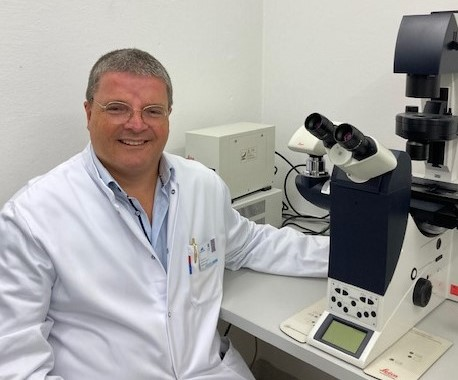
2021년 모습

그레고르 웨닝(Gregor Wenning, 본명: 그레고르 칼 베닝, Gregor Karl Wenning, 1964년 3월 21일 ~ 2024년 2월 11일)은 파킨슨병 및 비정형 파킨슨병 질환, 특히 다계통 위축(MSA)에 대한 임상 및 과학 연구로 가장 잘 알려진 독일의 신경과 의사이다. 2006년에 그는 인스브루크 의과대학의 임상 신경생물학 부문 교수 겸 책임자로 임명되었다. 웨닝은 2024년 2월 11일 59세의 나이로 사망했다.